# Caseolus subcalliferus
Caseolus subcalliferus es una especie de molusco gasterópodo de la familia Hygromiidae en el orden de los Stylommatophora.

## Distribución y hábitat
Es endémica de Portugal.
Su hábitat natural son bosques templados. 